# Adoretus rufus
Adoretus rufus är en skalbaggsart som beskrevs av Benderitter 1923. Adoretus rufus ingår i släktet Adoretus och familjen Rutelidae. Inga underarter finns listade i Catalogue of Life.